# Roy Keane
Pour les articles homonymes, voir Roy et Keane.
Roy Keane, né le 10 août 1971 à Cork, est un footballeur international irlandais reconverti entraîneur. Joueur, il a évolué au poste de milieu défensif récupérateur.
Roy Keane nait à Cork et débute dans le club local, le Rockmount FC. À dix-huit ans, il est repéré par les émissaires de Nottingham Forest. Le milieu de terrain s'impose rapidement comme titulaire chez les rouge et blanc. Après trois saisons dans le club, il rejoint Manchester United et y réalise la majeure partie de sa carrière, sous les ordres d'Alex Ferguson. Avec les Red Devils, Keane connaît tous les succès, au niveau national, avec sept Premier Leagues, quatre FA Cups et cinq Community Shield. La domination du club mancunien au niveau national est concrétisée à l'échelle européenne par le succès en Ligue des Champions 1998-1999.
Roy Keane met fin à sa carrière de joueur en 2006, et enchaîne sur un poste d'entraîneur. Sunderland choisit d'engager le milieu de terrain, alors que le club évoluait en Championship, et le technicien irlandais permet à son équipe de remonter en Premier League dès sa première saison.

## Biographie

### Débuts en Irlande (1971-1993)
Roy Keane nait au début des années 1970 à Cork. Sa famille est proche du club local, le Rockmount FC, dans lequel Roy débute. Cependant, Keane teste plusieurs disciplines avant de se consacrer au ballon rond. Il commence par le hurling puis, à l'adolescence, hésite longuement entre le football et la boxe, dans laquelle il effectue de bons débuts.
Keane commence sa carrière en amateur au Rockmount FC avant de signer à Cobh Ramblers en 1989, un club semi-professionnel irlandais.

### Découverte du haut niveau avec Nottingham (1990-1993)
Peu de temps après, Keane se fait remarquer par Brian Clough, alors entraîneur de Nottingham Forest. Il obtient ainsi un transfert vers ce club, pour une transaction évaluée à 47 000 £. Avec Nottingham, il accède à la finale de la FA Cup en 1991. Mais au terme de la saison 1992-1993, le club est relégué en Football League Championship (2e division). Les gros clubs de Premiership s'empressent alors pour faire venir signer Keane, au vu des matchs prometteurs réalisés par l'irlandais à Nottingham.

### Douze ans à Manchester United

#### Titulaire dès son arrivée (1993-1997)
C'est finalement Manchester United qui obtient le joueur, pour un transfert évalué à 3,75 millions de livres. Cette transaction constitue à cette époque un record pour les Red Devils.
Keane connaît immédiatement le succès avec son club, puisqu'il assure avec brio la succession de Bryan Robson, qui vient de prendre sa retraite.

#### Capitaine courage (1997-2001)

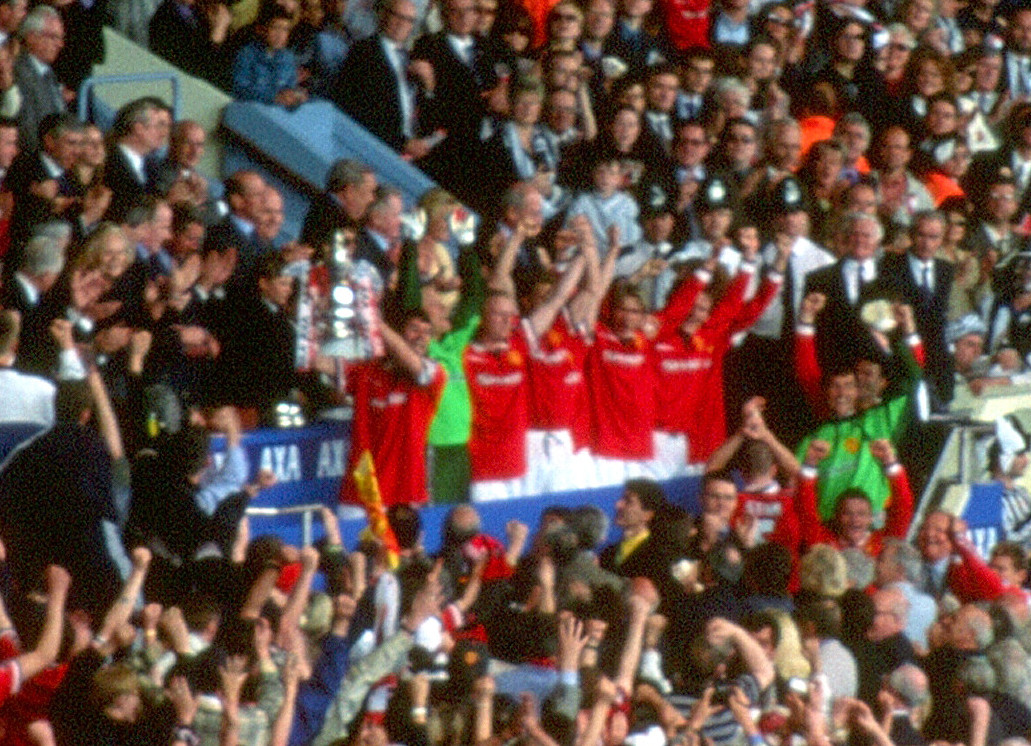
Roy Keane soulevant la Coupe d'Angleterre 1999.

Après le départ d'Éric Cantona, en 1997, Roy Keane est nommé capitaine de Manchester United. Son énergie sans limite et son leadership naturel font de lui le parfait candidat pour être le capitaine des Red Devils.
Durant la saison 1997-1998, Roy Keane est blessé au genou et manque ainsi une grande partie de la saison. Contraint de se passer de ses services, Manchester United ne remporte aucun titre cette année-là.
Keane fait un retour triomphal l'année suivante et Manchester réalise un triplé historique : Ligue des champions, Championnat, et Coupe. C'est cependant cette même année que Keane fait tristement honneur à sa réputation de jeu agressif : lors des demi-finales de FA Cup et de Ligue des Champions, il reçoit un carton jaune qui lui fait manquer les deux finales.
La saison 1999-2000 est une année faste pour Keane, puisqu'il inscrit douze buts dont six en Ligue des champions. De plus, il est nommé « Joueur de l'année » par ses pairs puis par les journalistes au terme de la saison.

#### Leader incontesté (2001-2006)

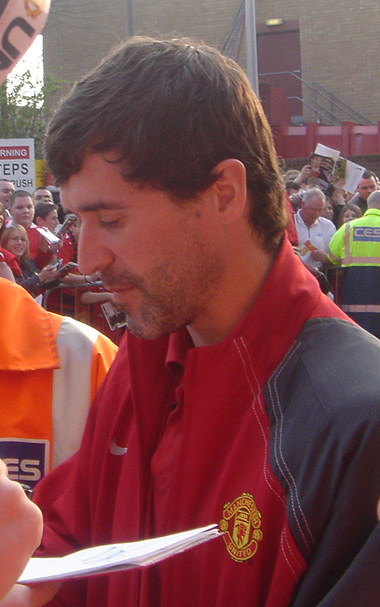
Roy Keane avec Manchester United.

Keane est d'une aide précieuse pour l'obtention des titres de champion en 2001 et 2003, qui viennent s'ajouter à son glorieux palmarès. Il s'établit ainsi progressivement comme l'un des meilleurs joueurs de l'histoire du club, à l'image des Bryan Robson, Éric Cantona ou bien encore Bobby Charlton.
En 2002, peu après la Coupe du monde qu'il ne dispute pas, il publie son autobiographie. Il y explique notamment qu'il a causé volontairement la blessure du joueur de Manchester City Alf Inge Haaland (rupture du ligament croisé) , voulant régler ses comptes avec lui. Le joueur l'avait moqué, une fois blessé à terre en 1997 lors d'un match Leeds-Manchester. Cette annonce lui vaut cinq matchs de suspension et une amende de 150 000 livres. Durant sa suspension, le capitaine des Red Devils en profite pour se faire opérer de la hanche dont il souffre.
Le 5 février 2005, Roy marque son cinquantième but sous les couleurs de Manchester United, lors d'un match contre Birmingham City.
Quelques mois plus tard, le 18 novembre 2005, Manchester United annonce la rupture du contrat entre le club et le joueur par « consentement mutuel » et avec effet immédiat. Keane met violemment en cause plusieurs de ses coéquipiers après la sévère défaite des Red Devils face à Middlesbrough (4-1). Alex Ferguson, l'entraîneur des Red Devils, déclare alors : « Roy Keane a été un serviteur fantastique pour Manchester United. Le meilleur milieu de terrain du monde de sa génération, il est déjà une figure marquante de l'illustre histoire du club. Roy a eu un rôle central dans les succès du club au cours des douze dernières années ».

### Fin de carrière au Celtic Glasgow
Keane termine sa carrière de footballeur au Celtic Glasgow, l'autre club de son cœur. Il débute à Glasgow durant le mois de janvier 2006, et inscrit un but en treize matchs. Sous les couleurs du Celtic, il engrange le titre de champion d'Écosse et remporte la Coupe de la Ligue d'Écosse.

### Équipe nationale (1991-2005)
Keane fait ses débuts en équipe d'Irlande lors du mois de mai 1991, sous la houlette de Jack Charlton contre le Chili (1-1). En tout, il joue 67 matchs sous les couleurs irlandaises, inscrivant neuf buts. Il est le capitaine des men in green durant plusieurs années.
Lors de la Coupe du monde 1994 qui se déroule aux É.-U., Keane est nommé meilleur joueur irlandais du tournoi. 
Il ne participe pas à la Coupe du monde 1998 qui a lieu en France, l'Irlande n'ayant pas réussi à s'extirper de son match de barrage contre la Belgique.
Il ne participe pas non plus à la Coupe du monde 2002 qui se déroule au Japon et en Corée. Pourtant son pays se qualifie pour la phase finale et Keane est retenu par le sélectionneur irlandais, Mick McCarthy. Mais juste avant le début du tournoi il se fâche avec celui-ci qui le renvoie à la maison sans qu'il ait pu disputer un seul match. À la suite de cette dispute, Keane déclare ne plus vouloir jouer pour l'Irlande tant que McCarthy sera aux commandes.
En 2003, Brian Kerr devient le nouveau sélectionneur de l'Irlande, et Keane peut donc refaire son apparition en équipe nationale. Il fait officiellement son retour le 27 mai 2004, dans un match amical contre la Roumanie à Lansdowne Road.
À la suite de la non-qualification des Boys in Green pour la Coupe du monde 2006 en Allemagne, il annonce qu'il met fin à sa carrière internationale.

### Entraîneur (depuis 2006)

#### Sunderland (2006-2008)
Le 12 juin 2006, Keane annonce sa retraite de footballeur, à cause d'un problème récurrent à la hanche.
Le 28 août 2006, il commence sa carrière d'entraîneur en prenant le poste de manager de Sunderland, équipe de deuxième division anglaise. Sous sa houlette, le club est sacré champion de Championship (D2) dès sa première saison. Le club obtient ainsi son billet pour la Premier League. 
Le 4 décembre 2008, après deux ans à la tête de l'équipe, il quitte ses fonctions, à la suite d'une série de cinq défaites en six matches durant le mois de novembre. Il est remplacé par l'Écossais Ricky Sbragia.

#### Ipswich Town (2009-2011)

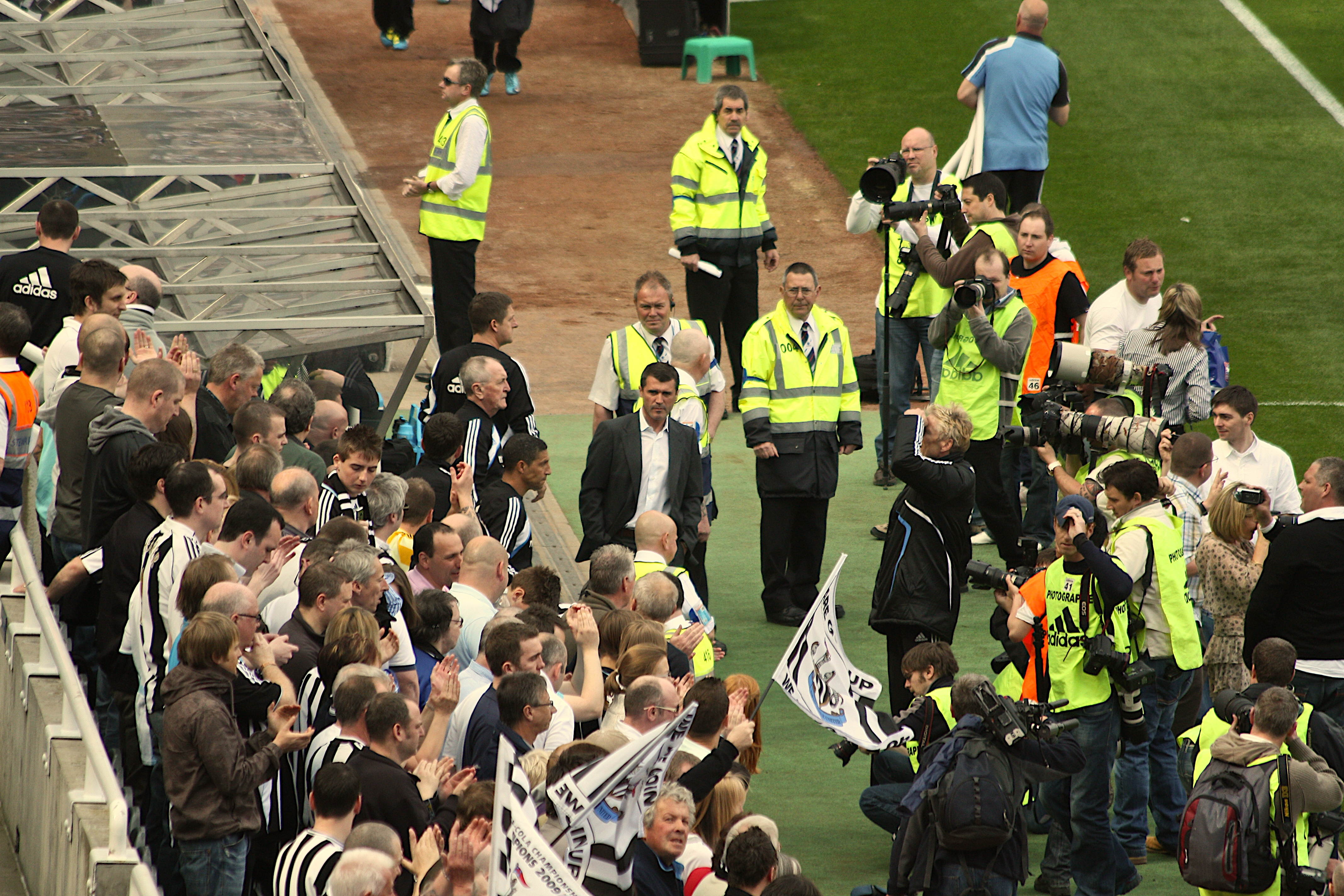
Roy Keane (au centre) avant un match avec Ipswich en avril 2010.

Le 23 avril 2009, Roy Keane retrouve du travail en prenant le poste de manager d'Ipswich Town. Le club évolue en Championship (D2). Il est limogé le 7 janvier 2011 en raison de mauvais résultats.

#### Adjoint de l'équipe d'Irlande (depuis 2013)
Le 5 novembre 2013, il est nommé par la FAI en tant que co-sélectionneur de l'équipe nationale irlandaise en compagnie de Martin O'Neill. Le 28 janvier 2019, il accompagne le sélectionneur irlandais, qui rejoint Nottingham Forest.

## Style de jeu
Roy Keane n'a pas un gabarit extraordinaire (1,80 m, 76 kg), mais possède une forte volonté. Sa rage de vaincre lui permet de remporter la plupart de ses duels au milieu du terrain. Rapide sur quelques mètres, puissant au contact et très agressif, Keane est un joueur dont il semble impossible de se défaire. En plus de son sens de l'engagement, il détient un bon bagage technique et une frappe de balle sèche et précise. Cet atout lui permet d'inscrire 55 buts avec les Red Devils et 9 autres avec l'équipe d'Irlande. Il représente la définition même du milieu défensif britannique, avec la rage de vaincre et le sens du sacrifice. Les supporters de Manchester ont une chanson célèbre à son effigie : There is only one Keano,.
Dans sa carrière de joueur, Roy Keane est sanctionné à de nombreuses reprises. En effet, il reçoit quinze cartons jaunes au cours de la saison 2004-2005, son record personnel. En revanche, il est assez peu expulsé lors de son passage à Manchester United (de 1995 à 2005), seulement dix cartons rouges, soit en moyenne un par saison.
Keane est également l'un des seuls joueurs à avoir été retenus pour une Coupe du monde mais à ne pas l'avoir disputée, en raison d'un clash avec son sélectionneur en 2002. À la suite de son départ de l'équipe d'Irlande, il insulte publiquement son sélectionneur, ce qui lui vaut d'être écarté pendant plusieurs mois de l'équipe nationale. Il a souvent été traité de fou à cause de ses tacles et blessures volontaires.

## Statistiques

### Générales par saison
Le tableau ci-dessous illustre les statistiques de Roy Keane lors de sa carrière professionnelle,,.
| Saison                | Club                  | Championnat           | Championnat | Championnat | Coupe(s) nationale(s) | Coupe(s) nationale(s) | Compétition(s) continentale(s) | Compétition(s) continentale(s) | Compétition(s) continentale(s) | République d'Irlande | République d'Irlande | Total | Total |
| Saison                | Club                  | Division              | M.          | B.          | M.                    | B.                    | Comp.                          | M.                             | B.                             | M.                   | B.                   | M.    | B.    |
| 1990-1991             | Nottingham Forest     | D1                    | 35          | 8           | 1                     | 0                     | -                              | -                              | -                              | 1                    | 0                    | 37    | 8     |
| 1991-1992             | Nottingham Forest     | D1                    | 39          | 8           | 1                     | 0                     | -                              | -                              | -                              | 6                    | 0                    | 46    | 8     |
| 1992-1993             | Nottingham Forest     | PL                    | 12          | 3           | -                     | -                     | -                              | -                              | -                              | 9                    | 0                    | 21    | 3     |
| Sous-total            | Sous-total            | Sous-total            | 86          | 19          | 2                     | 0                     | -                              | 0                              | 0                              | 16                   | 0                    | 104   | 19    |
| 1993-1994             | Manchester United     | PL                    | 37          | 5           | 14                    | 1                     | C1                             | 3                              | 2                              | 10                   | 0                    | 64    | 8     |
| 1994-1995             | Manchester United     | PL                    | 25          | 2           | 8                     | 0                     | C1                             | 4                              | 1                              | 2                    | 1                    | 39    | 4     |
| 1995-1996             | Manchester United     | PL                    | 29          | 6           | 8                     | 0                     | C3                             | 2                              | 0                              | 2                    | 0                    | 41    | 6     |
| 1996-1997             | Manchester United     | PL                    | 21          | 2           | 6                     | 1                     | C1                             | 6                              | 0                              | 5                    | 0                    | 38    | 3     |
| 1997-1998             | Manchester United     | PL                    | 9           | 2           | 1                     | 0                     | C1                             | 1                              | 0                              | 3                    | 1                    | 14    | 3     |
| 1998-1999             | Manchester United     | PL                    | 35          | 2           | 8                     | 0                     | C1                             | 12                             | 3                              | 4                    | 1                    | 59    | 6     |
| 1999-2000             | Manchester United     | PL                    | 29          | 5           | -                     | -                     | C1                             | 12                             | 6                              | 4                    | 0                    | 45    | 11    |
| 2000-2001             | Manchester United     | PL                    | 28          | 2           | 3                     | 0                     | C1                             | 13                             | 1                              | 6                    | 3                    | 50    | 6     |
| 2001-2002             | Manchester United     | PL                    | 28          | 3           | 3                     | 0                     | C1                             | 12                             | 1                              | 6                    | 1                    | 49    | 5     |
| 2002-2003             | Manchester United     | PL                    | 21          | 0           | 5                     | 0                     | C1                             | 6                              | 0                              | -                    | -                    | 32    | 0     |
| 2003-2004             | Manchester United     | PL                    | 28          | 3           | 6                     | 0                     | C1                             | 4                              | 0                              | 1                    | 0                    | 39    | 3     |
| 2004-2005             | Manchester United     | PL                    | 31          | 1           | 6                     | 1                     | C1                             | 6                              | 0                              | 7                    | 0                    | 50    | 2     |
| 2005-2006             | Manchester United     | PL                    | 5           | 0           | -                     | -                     | C1                             | 1                              | 0                              | 1                    | 0                    | 7     | 0     |
| Sous-total            | Sous-total            | Sous-total            | 326         | 33          | 68                    | 3                     | -                              | 83                             | 14                             | 51                   | 9                    | 528   | 59    |
| 2006                  | Celtic Glasgow        | D1                    | 10          | 1           | -                     | -                     | -                              | -                              | -                              | -                    | -                    | 10    | 1     |
| Total sur la carrière | Total sur la carrière | Total sur la carrière | 422         | 53          | 70                    | 3                     | -                              | 86                             | 15                             | 67                   | 9                    | 645   | 80    |

### Buts en sélections
| # | Date             | Lieu                        | Adversaire      | Score | Résultats | Compétitions                            |
| - | ---------------- | --------------------------- | --------------- | ----- | --------- | --------------------------------------- |
| 1 | 16 novembre 1994 | Windsor Park, Belfast       | Irlande du Nord | 2-0   | 4-0       | Éliminatoires Euro 1996                 |
| 2 | 6 septembre 1997 | Laugardalsvollur, Reykjavik | Islande         | 2-2   | 4-2       | Éliminatoires de la Coupe du monde 1998 |
| 3 | 6 septembre 1997 | Laugardalsvollur, Reykjavik | Islande         | 3-2   | 4-2       | Éliminatoires de la Coupe du monde 1998 |
| 4 | 5 septembre 1998 | Lansdowne Road, Dublin      | Croatie         | 2-0   | 2-0       | Éliminatoires Euro 2000                 |
| 5 | 14 octobre 1998  | Lansdowne Road, Dublin      | Malte           | 3-0   | 5-0       | Éliminatoires Euro 2000                 |
| 6 | 24 mars 2001     | Stade GSP, Nicosie          | Chypre          | 1-0   | 4-0       | Éliminatoires de la Coupe du monde 2002 |
| 7 | 24 mars 2001     | Stade GSP, Nicosie          | Chypre          | 4-0   | 4-0       | Éliminatoires de la Coupe du monde 2002 |
| 8 | 2 juin 2001      | Lansdowne Road, Dublin      | Portugal        | 1-0   | 1-1       | Éliminatoires de la Coupe du monde 2002 |
| 9 | 6 octobre 2001   | Lansdowne Road, Dublin      | Chypre          | 4-0   | 4-0       | Éliminatoires de la Coupe du monde 2002 |

### Comme entraîneur
À jour au 28 août 2015
| Équipe         | Pays | Du            | Au              | Joués | Gagnés | Nuls | Perdus | Gagnés % |
| -------------- | ---- | ------------- | --------------- | ----- | ------ | ---- | ------ | -------- |
| Sunderland AFC |      | 28 août 2006  | 4 décembre 2008 | 100   | 42     | 17   | 41     | 42,00    |
| Ipswich Town   |      | 23 avril 2009 | 7 janvier 2011  | 81    | 28     | 25   | 28     | 34,57    |

## Palmarès

### Comme joueur
- Vainqueur de la Ligue des champions en 1999 avec Manchester United
- Vainqueur de la Coupe intercontinentale en 1999 avec Manchester United
- Champion d'Angleterre en 1994, 1996, 1997, 1999, 2000, 2001 et 2003 avec Manchester United
- Vainqueur de la Coupe d'Angleterre en 1994, 1996, 1999 et 2004 avec Manchester United
- Vainqueur du Community Shield en 1994, 1996, 1997, 2003 avec Manchester United
- Champion d'Écosse en 2006 avec le Celtic Glasgow
- Vainqueur de la Coupe de la Ligue écossaise en 2006 avec le Celtic Glasgow
- Nommé au FIFA 100 en 2004

### Comme entraîneur
- Champion de Football League Championship (D2) en 2007 avec Sunderland

## Distinctions
- Élu meilleur joueur de la saison 1999-2000 par ses pairs[12].
- Élu Joueur de l'année PFA du championnat d'Angleterre en 2000.
- En août 2005, le maire de Cork le remet le Freedom of the City, le plus grand honneur que la ville puisse donner.
- Intégré au Premier League Hall of Fame en 2021[13].